# Anneau d'Einstein

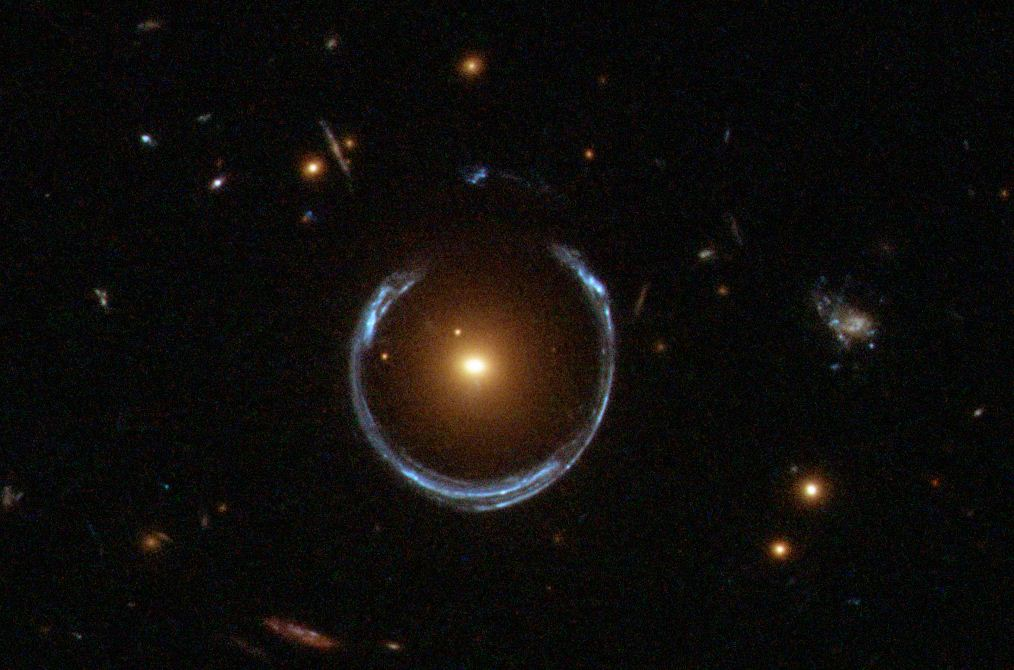
Photo d'un anneau d'Einstein prise par le télescope spatial Hubble en décembre 2011.

En astronomie, un anneau d'Einstein est un cas particulier de mirage gravitationnel.
Il résulte de la déformation en forme d'anneau ou d'arc d'une source lumineuse, telle qu'une galaxie, une étoile, un quasar, par un corps céleste extrêmement massif, comme une grosse galaxie ou un trou noir. Les photons émis par la source sont déviés de leur trajectoire rectiligne par la gravitation exercée par le corps massif comme s'ils traversaient une lentille. On parle de lentille gravitationnelle. Cette déviation prend l'apparence d'un anneau lorsque l'observateur, la lentille ainsi que la source située derrière la lentille sont parfaitement alignés et lorsque l'observateur se trouve assez près du point où se forme l'image.
Le phénomène a été nommé en l'honneur d'Albert Einstein, dont la théorie de la relativité générale a permis de postuler l'existence des lentilles gravitationnelles.

## Histoire du concept

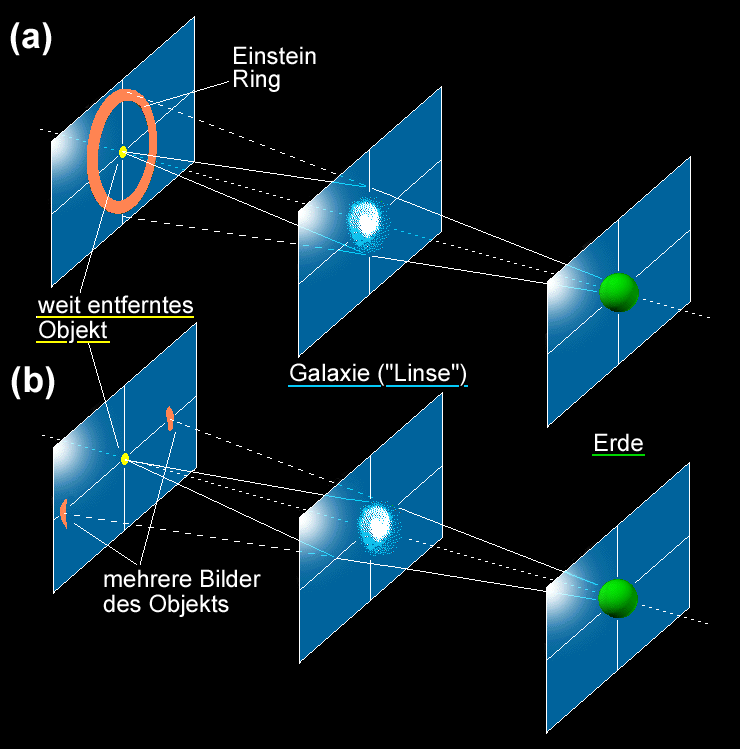
Schéma d'un anneau d'Einstein.

### Prédiction
L'idée d'un effet de lentille gravitationnelle aurait été soulignée par Einstein dès 1912, quelques années avant la publication de sa théorie de la relativité générale.
En 1924, Orest Chwolson publie un court article à propos de l'effet de lentille gravitationnelle. Einstein développera plus précisément le concept dans l'article Lens-like action of a star by the deviation of light in the gravitational field. (« action de lentille d’une étoile par déviation de la lumière par champ gravitationnel »), paru le 4 décembre 1936 dans la revue Science. Dans cet article, Einstein explore la possibilité que la lumière d'une étoile A puisse être déviée par une étoile massive B, formant un cercle lumineux autour d'elle pour un observateur situé en ligne droite avec les deux étoiles. Einstein croyait cependant que ces cercles lumineux n'existaient que théoriquement et que les observer serait pratiquement impossible.

« Bien sûr, il n'y a aucun espoir d’observer ce phénomène directement. Premièrement, nous ne pourrons probablement jamais nous approcher assez près d’une telle ligne centrale. Deuxièmement, l’angle β [soit le rayon angulaire de l'anneau autour du centre de l'étoile qui dévie la lumière de la première étoile] défiera le pouvoir de résolution de nos instruments. »

— Albert Einstein, Lens-like action of a star by the deviation of light in the gravitational field
En 1937, Fritz Zwicky postule que les nébuleuses extragalactiques seraient plus propices à la création d'une lentille gravitationnelle qu'une seule étoile.

### Observation
La première observation d'un anneau d'Einstein est réalisée en 1987 au Very Large Array par un groupe de scientifiques dirigé par Jacqueline Hewitt du MIT. Lors de l'observation, les scientifiques remarquent que l'objet MG1131+0456v, situé à 10 milliards d'années-lumière, présente une forme ovoïde inhabituelle. Plusieurs explications de ce phénomène sont avancées, mais seulement celle d'Einstein est retenue. L'objet est formé de l'émission radio d'un quasar qui passerait par une lentille gravitationnelle entre la Terre et la galaxie.

## Description du phénomène

### Principes relativistes
Selon la théorie de la relativité générale ainsi que la théorie corpusculaire de la lumière, la lumière suit la courbure de l'espace-temps. Ainsi, si un rayon de lumière passe dans le champ gravitationnel d'un objet massif tel une étoile, il est dévié, comme le ferait une lentille optique.

### Calcul des paramètres

Schéma de fonctionnement d'un anneau d'Einstein avec les différentes variables.

La taille de l'anneau d'Einstein est donnée par le rayon d'Einstein. En radian, cette taille s'écrit :
{\displaystyle \theta _{E}={\sqrt {{\frac {4GM}{c^{2}}}\;{\frac {d_{LS}}{d_{L}d_{S}}}}},}
où
{\displaystyle \theta _{E}} est la taille angulaire en radian,
{\displaystyle G} est la constante gravitationnelle,
{\displaystyle M} est la masse de la lentille,
{\displaystyle c} est la vitesse de la lumière,
{\displaystyle d_{L}} est la distance angulaire de la lentille,
{\displaystyle d_{S}} est la distance angulaire de la source, et
{\displaystyle d_{LS}} est la distance angulaire entre la lentille et la source.

## Types multiples

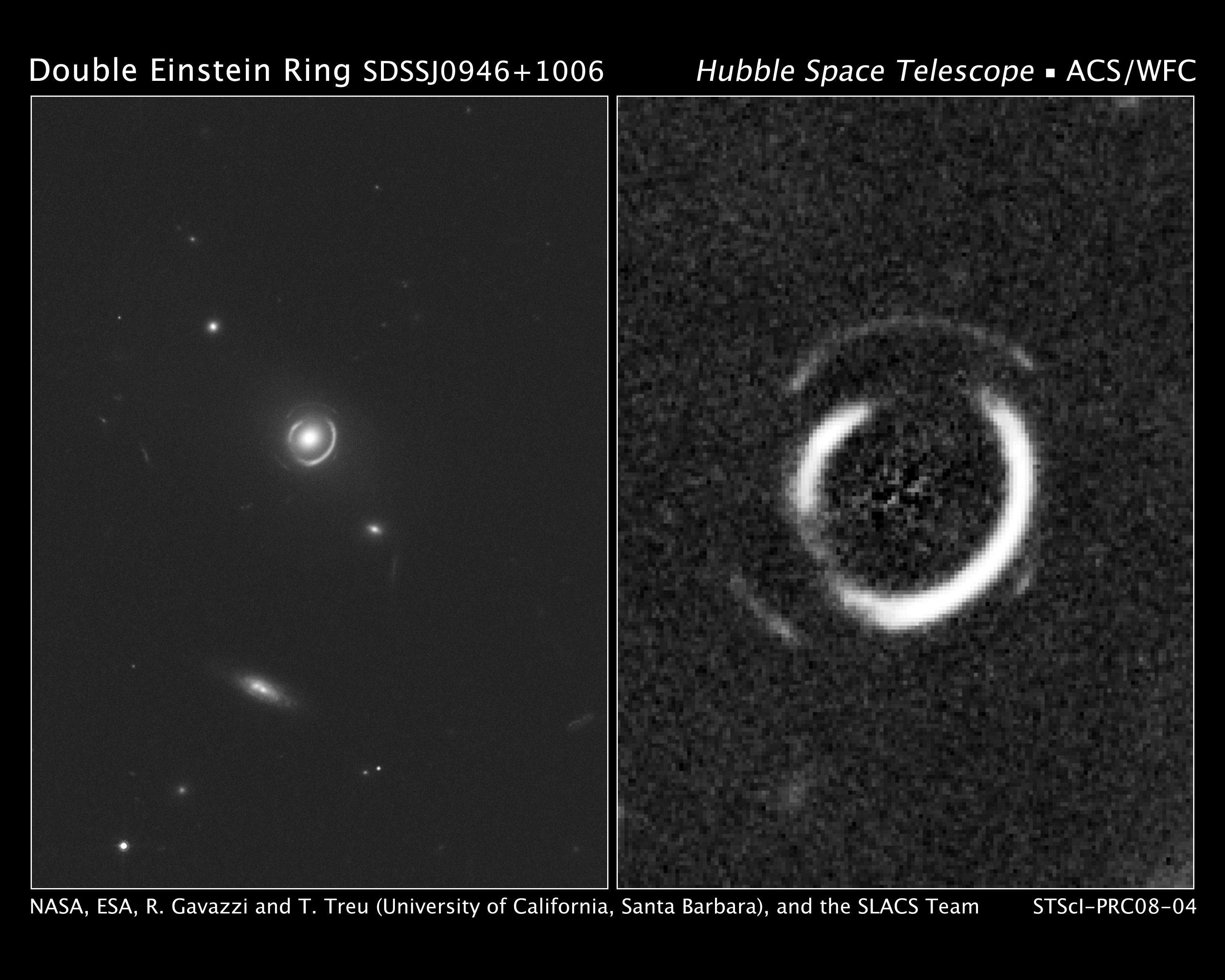
SDSSj0496+1006, un exemple d'anneau d'Einstein double.

Il existe plusieurs types d'anneaux. Ainsi, certaines situations peuvent engendrer des anneaux multiples. Pour que cette situation survienne, il faut qu'au moins deux lentilles gravitationnelles s'alignent afin de faire dévier l'une après l'autre la lumière. De plus, la "lentille" la plus près de la source doit également émettre de la lumière afin de créer les anneaux supplémentaires.
De par ce principe, un système avec deux lentilles gravitationnelles pourrait créer jusqu'à trois anneaux.

## Utilisation en astronomie
Comme dans les autres cas de lentilles gravitationnelles, l'anneau d'Einstein permet, entre autres, de déterminer la masse de l'objet servant de lentille. En effet, la taille de l'anneau dépend de la déviation de la lumière, qui dépend elle-même de la masse de la lentille.
Une autre utilité des anneaux d'Einstein est qu'ils permettraient de mieux identifier les galaxies actives. En effet, ces galaxies seraient plus faciles à identifier si leur lumière passe par une lentille gravitationnelle que si elle ne le fait pas puisque le contraste entre la galaxie hôte et le noyau actif de la galaxie serait augmenté par la lentille.
Elle peut aussi servir à détecter des exoplanètes et autre objet peu ou pas lumineux grâce à la microlentille gravitationnelle.

## Liste d'anneaux d'Einstein

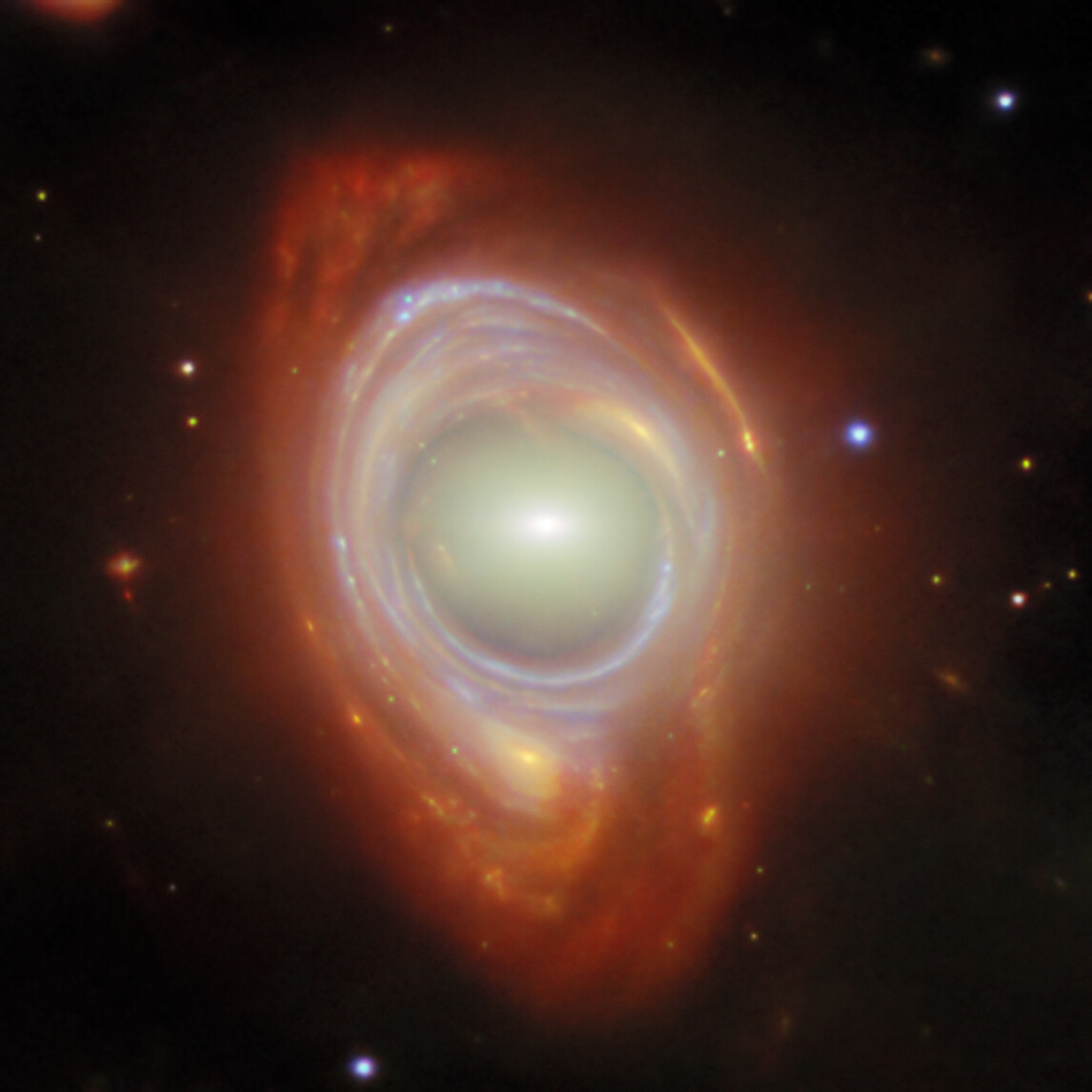
Une galaxie spirale déformée par une galaxie elliptique plus proche (potm2503a), les deux étant parfaitement alignées. Photo de 2025 issue des télescopes spatiaux James Webb et Hubble.
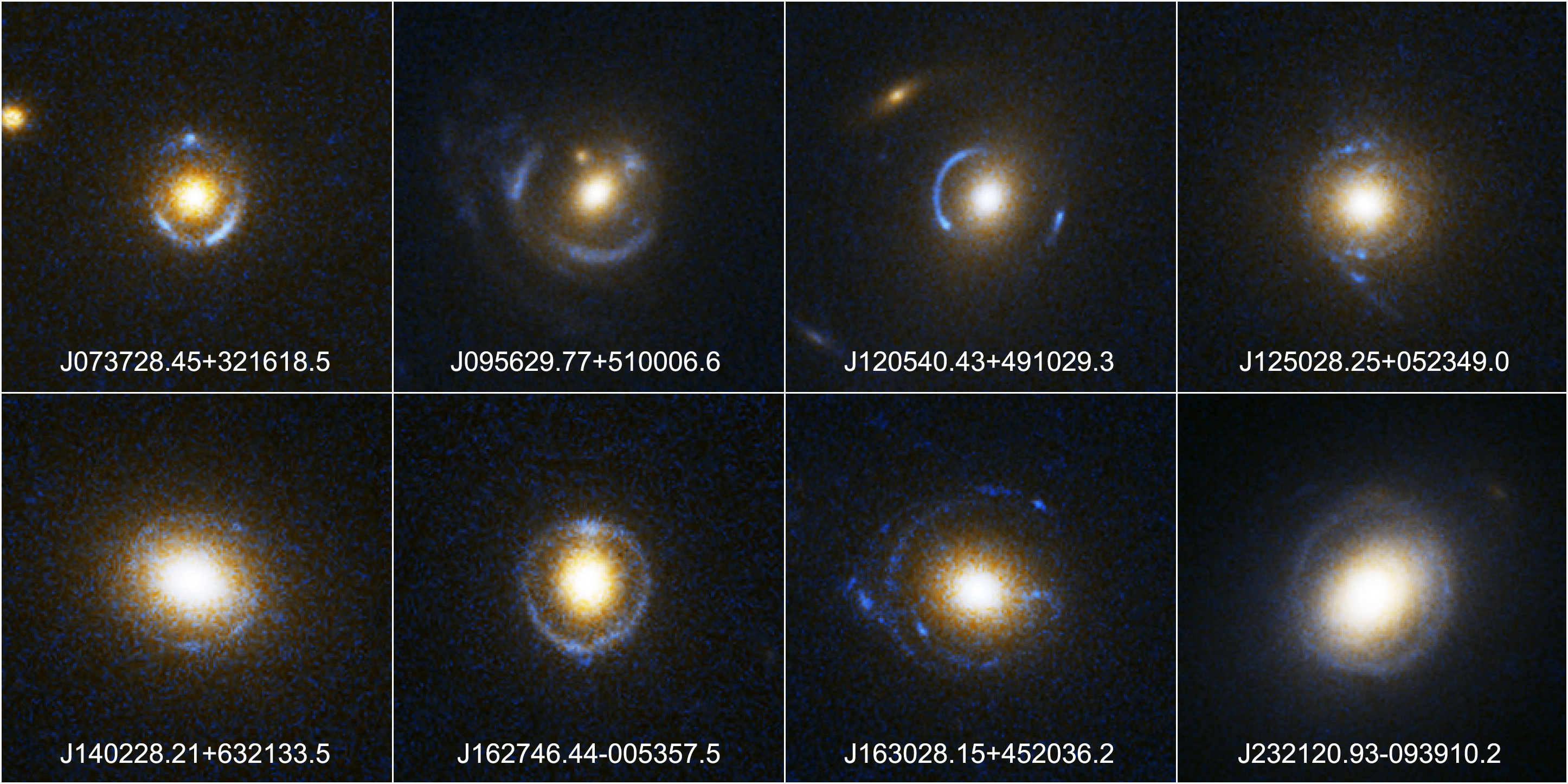
Collection d'anneaux d'Einstein obtenue en 2005 après l'étude Sloan Lens ACS Survey.
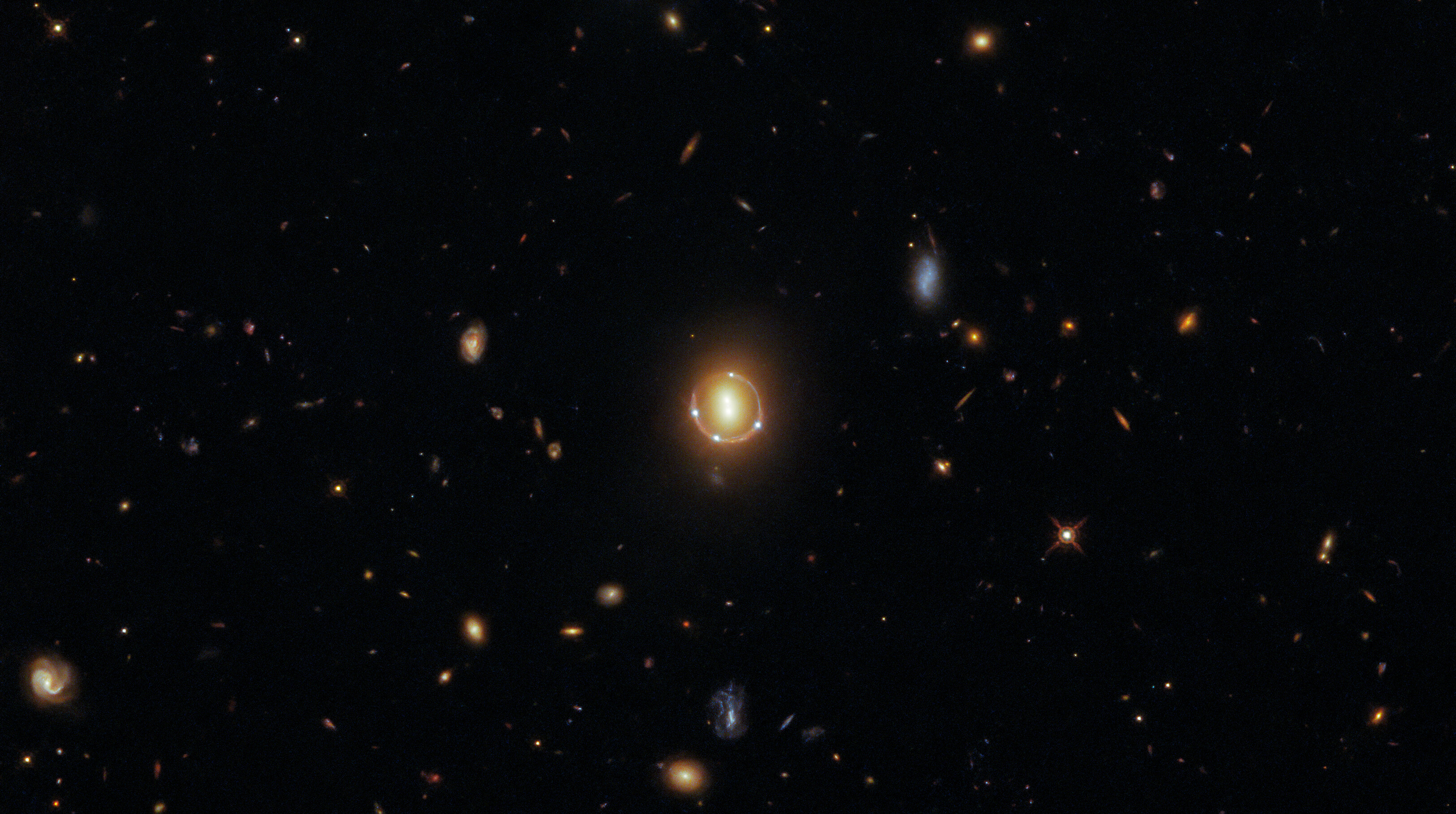
Photo de potw2132a[13],[14] prise par la Wide Field Camera 3 du télescope spatial Hubble

### Source
1. ↑  (en) « Of course, there is no hope of observing this phenomenon directly. First, we shall scarcely ever approach closely enough to such a central line. Second, the angle β will defy the resolving power of our instruments. »

1. ↑  (en) Jurgen Renn, Tilman Sauer et John Stachel, « The Origin of Gravitational Lensing: A Postscript to Einstein's 1936 Science paper », Science, vol. 275, no 5297,‎ 1997, p. 184–186 (PMID 8985006, DOI 10.1126/science.275.5297.184, Bibcode 1997Sci...275..184R, résumé)
2. ↑  (de) O. Chwolson, « Über eine mögliche Form fiktiver Doppelsterne », Astronomische Nachrichten, vol. 221, no 20,‎ 1924, p. 329 (DOI 10.1002/asna.19242212003, Bibcode 1924AN....221..329C)
3. ↑  Einstein 1936, p. 506-507.
4. ↑  Einstein 1936, p. 506.
5. ↑  (en) Joachim Wambsganss, « Gravitational Lensing in Astronomy », sur relativity.livingreviews.org, Living Reviews in relativity, 2001 (consulté le 1er mai 2013)
6. ↑  (en) J. Hewitt et al., « Unusual radio source MG1131+0456 - A possible Einstein ring », Nature, vol. 333,‎ 1988, p. 537 (DOI 10.1038/333537a0, Bibcode 1988Natur.333..537H, résumé)
7. ↑  « La distance qui nous sépare du premier anneau d'Einstein révélée », sur Sciences et Avenir, 2020 (consulté le 16 juin 2020)
8. ↑  (en) « Discovery of the First "Einstein Ring" Gravitational Lens », sur Very Large Array 20th Anniversary, 2000 (consulté le 6 mai 2013)
9. ↑  (en) Albert Einstein. Relativity: The Special and General Theory, partie II
10. ↑  Einstein 1936, p. ?.
11. ↑  (en) M. C. Werner, J. An et N. W. Evans, « On multiple Einstein ring », MNRAS, vol. 391, no 2,‎ 2008, p. 668-674 (DOI 10.1111/j.1365-2966.2008.1382, lire en ligne)
12. ↑  (en) C. S. Kochanek, C. R. Keeton et B. A. McLeod, « The Importance of Einstein Rings », Astrophysical Journal, vol. 547, no 50,‎ 2001 (DOI 10.1086/318350, résumé, lire en ligne)
13. ↑  (en) Michelle Starr, « Hubble Captures a Stunning 'Einstein Ring' Magnifying The Depths of The Universe », Science Alert, 20 août 2021
14. ↑  (en) « Seeing Quintuple », ESA/ESO, 9 août 2021